# Dupont (Ohio)
Pour les articles homonymes, voir Dupont.
Dupont est un village américain situé dans le comté de Putnam, dans l’Ohio. Selon le recensement de 2010, sa population est de 318 habitants.